# Konstantina Nikolaou
Konstantina Nikolaou (Κωνσταντίνα Νικολάου, * 19. April 1984 in Kranidi, Griechenland) ist eine zyprische Sportschützin, die sich für die Olympischen Sommerspiele 2024 in Paris im Skeet der Frauen qualifizierte.

## Leben und Karriere
Nikolaou wuchs nach eigenen Angaben in Larnaka in einer Familie mit finanziellen Problemen auf. Sie arbeitete über längere Zeit in einer Buchhandlung, bis sie ihr Hobby Schießen zum Beruf machte, gefördert von der zyprischen Sportschützin Irini Pandeli.
Ab 2003 nahm sie an Schießwettbewerben teil. Nachdem sie 2015 ins nationale Sportschützenteam aufgenommen worden war, feierte sie 2016 ihren ersten großen internationalen Erfolg, als sie bei den Schieß-Europameisterschaften Wurftauben in der Kategorie Skeet Einzel die Silbermedaille gewann.
Bei den ISSF Weltmeisterschaften gewann sie 2018 in Korea die Bronzemedaille im Wettbewerb Skeet Team.
2020 wurde sie zyprische Meisterin im Skeet.
Eine Bronzemedaille konnte sie beim ISSF World Championship 2021 in Kairo gewinnen.
Im Januar 2023 gewann sie erst die Bronzemedaille beim World Cup in Marokko, und anschließend konnte sie beim Cyprus Grand Prix 2023 den ersten Platz und einer Goldmedaille im Skeet erkämpfen.
Konstantina Nikolaou war bei den Europaspielen 2023 in Polen Fahnenträgerin Zyperns zusammen mit dem Taekwondo-Athleten Christos Archileos. Sie erreichte bei den Spielen Platz 23 am ersten Tag der Vorrunde und Platz 25 am zweiten Tag. Ein Jahr später qualifizierte sie sich für die Olympischen Sommerspiele in Paris über die Olympische Weltrangliste. Bei den Spielen kam sie auf Platz 20.
Nikolaou wird seit 2016 von dem zyprischen Nationaltrainer Michalis Katzianis trainiert.